# Inge Thun
Inge Thun (Drammen, 17 giugno 1945 – Drammen, 15 febbraio 2008) è stato un calciatore norvegese, di ruolo portiere.

## Carriera

### Club
Thun giocò per lo Strømsgodset dal 1962 al 1977. In questo periodo, vinse tre edizioni della Norgesmesterskapet (1969, 1970 e 1973) e un campionato (1970).

### Nazionale
Conta 4 presenze per la Norvegia. Esordì il 23 giugno 1968, nella sconfitta per 5-1 contro la Danimarca.

## Palmarès

### Club

#### Competizioni nazionali
- Coppa di Norvegia: 3

Strømsgodset: 1969, 1970, 1973
- Campionato norvegese: 1

Strømsgodset: 1970